# Древетняк Микола Іванович
Микола Іванович Древетняк (6 грудня 1912, с. Петрівка поблизу ст. Краматорськ — 1980) — український краєзнавець, художник, історіограф, письменник, журналіст, автор книг, буклетів, пам'ятників та меморіальних дошок. Засновник краєзначого руху Краматорська. Почесний громадянин Краматорська.
Автор перших друкованих книг, присвячених історії заводів СКМЗ та КМЗ, автор статті про Краматорськ багатотомного видання «Історія міст і сіл України» та чисельних публікацій з історії міста.
Як художник, присвятив місту чисельні живописні та графічні твори. Займав громадську посаду керівника міського осередку «Товариства охорони пам'ятників».
Пополяризував та поширював краєзнавчий рух через лекторій товариства «Знання».